# Order of Noise
Order of Noise è il primo album in studio del produttore britannico Vessel, pubblicato il 24 settembre 2012.

## Tracce
Musiche di Sebastian Gainsborough.
1. Vizar – 1:56
2. Stillborn Dub – 4:07
3. Images of Bodies – 4:21
4. Silten – 4:16
5. Lache – 6:43
6. Aries – 4:08
7. 2 Moon Dub – 3:24
8. Scarletta – 3:17
9. Plane Curves – 4:25
10. Temples – 1:40
11. Court of Lions – 5:53
12. Villaine – 2:15

Durata totale: 46:25